# Truman (Minnesota)
Truman es una ciudad ubicada en el condado de Martin en el estado estadounidense de Minnesota. En el Censo de 2010 tenía una población de 1115 habitantes y una densidad poblacional de 396,05 personas por km².

## Geografía
Truman se encuentra ubicada en las coordenadas 43°49′40″N 94°26′12″O / 43.82778, -94.43667. Según la Oficina del Censo de los Estados Unidos, Truman tiene una superficie total de 2.82 km², de la cual 2.82 km² corresponden a tierra firme y (0 %) 0 km² es agua.

## Demografía
Según el censo de 2010, había 1115 personas residiendo en Truman. La densidad de población era de 396,05 hab./km². De los 1115 habitantes, Truman estaba compuesto por el 97.58 % blancos, el 0.18 % eran afroamericanos, el 0.18 % eran amerindios, el 0.63 % eran asiáticos, el 0 % eran isleños del Pacífico, el 0.45 % eran de otras razas y el 0.99 % pertenecían a dos o más razas. Del total de la población el 2.42 % eran hispanos o latinos de cualquier raza.